# Nemoria rindgei
Nemoria rindgei là một loài bướm đêm trong họ Geometridae.